# Jewgeni Wladimirowitsch Galkin
Jewgeni Wladimirowitsch Galkin (russisch Евгений Владимирович Галкин; * 27. November 1975 in Tscheljabinsk, Russische SFSR) ist ein ehemaliger russischer Eishockeyspieler, der im Lauf seiner Karriere für den HK Traktor Tscheljabinsk und den HK Metschel Tscheljabinsk spielte.

## Karriere
Jewgeni Galkin begann seine Karriere als Eishockeyspieler in der Nachwuchsabteilung des HK Traktor Tscheljabinsk, für dessen Profimannschaft er von 1997 bis 2000 in der Superliga, sowie der Wysschaja Liga, der zweiten russischen Spielklasse, aktiv war. Dabei nahm er in der Saison 1998/99 mit Traktor an einer Nordamerikatour teil, bei der er mit seiner Mannschaft als Gastteam in der Western Professional Hockey League auflief. Im Sommer 2000 wechselte der Flügelspieler zu Traktors Stadtnachbarn HK Metschel Tscheljabinsk, für den er in den folgenden drei Jahren in der Superliga spielte. 
Von 2003 bis 2005 spielte Galkin je ein Jahr lang in der Wysschaja Liga für Molot-Prikamje Perm und den HK Traktor Tscheljabinsk. Nachdem er die Saison 2005/06 bei Metschel Tscheljabinsk begonnen hatte, beendete er diese beim Stadt- und Ligarivalen HK Traktor Tscheljabinsk, mit dem er als Zweitligameister in die Superliga aufstieg. Ab der Saison 2008/09 war Galkin Stammspieler des HK Traktor in der neu gegründeten Kontinentalen Hockey-Liga, bevor er im Juni 2011 seine Karriere beendete.